# Тирановка
Тирановка (укр. Тиранівка) — село в Хмельницком районе Хмельницкой области Украины.
Население по переписи 2001 года составляло 118 человек. Почтовый индекс — 31323. Телефонный код — 382. Занимает площадь 0,001 км². Код КОАТУУ — 6825088402.

## Местный совет
31323, Хмельницкая обл., Хмельницкий р-н, с. Стуфчинцы, ул. Ленина, 10